# Cúp quốc gia Scotland 1881–82
 Cúp quốc gia Scotland 1881-82 là mùa giải thứ 9 của giải đấu bóng đá loại trực tiếp uy tín nhất Scotland. Queen's Park beat Dumbarton trong trận Chung kết. Sau trận đầu tiên hòa 2-2, Queen's Park thắng trận đá lại với tỉ số 4-1.

## Đội vô địch
| Cúp quốc gia Scotland 1881–82                   |
| Scotland                                        |
| ----------------------------------------------- |
| Queen's Park F.C. Đội vô địch (Danh hiệu thứ 6) |